# Amine Zouhzouh
Amine Zouhzouh (Medik, 11 de agosto de 2000) es un futbolista marroquí que juega en la demarcación de extremo derecho para el Al-Wakrah SC de la Liga de fútbol de Catar.

## Selección nacional
Tras jugar en las categorías inferiores de la selección, finalmente hizo su debut con la selección de fútbol de Marruecos el 9 de junio de 2025 en un encuentro amistoso contra Benín que finalizó con un resultado de 1-0 a favor del combinado marroquí tras un gol de Ayoub El Kaabi.

## Clubes
| Club             | País      | Año       | Partidos | Goles |
| ---------------- | --------- | --------- | -------- | ----- |
| Union de Touarga | Marruecos | 2020-2023 | 71       | 24    |
| FAR Rabat        | Marruecos | 2023-2025 | 80       | 24    |
| Al-Wakrah SC     | Catar     | 2025-     |          |       |